# 殺したいほどアイ・ラブ・ユー
『殺したいほどアイ・ラブ・ユー』（I Love You to Death）は、1990年製作のアメリカ合衆国の映画。ローレンス・カスダン監督。
1984年にペンシルベニア州アレンタウンで実際に起こった、浮気性の夫を殺そうとした妻の殺人未遂事件を基にしたコメディ。オープニングロゴは当初はコロンビア ピクチャーズにするつもりだった。

## ストーリー
ワシントン州タコマでピザ屋を営むジョーイには、長年連れ添っている妻のロザリーがいた。だがかなりの女たらしで、水道管修理と偽り浮気するのが日々の日課。とはいえ妻への愛がないわけではなく、浮気しながらも離婚は考えていなかった。ロザリーはとうとう夫の浮気現場を目撃してしまう。
一途に愛してきた夫の裏切りに混乱するロザリーに、母親のナージャは夫の殺害を提案する。ナージャがジョーイの車に細工するも爆破失敗。睡眠薬を丸2瓶入れたスパゲッティも美味いと平らげ、眠っただけ。ロザリーにひそかに好意を持つアルバイトのディーボにジョーイを撃たせたり、2人の殺し屋を雇って撃たせたり、それでも死ぬ気配がない。そこに警察が現れ、結局ナージャ含め殺害に関係した全員が逮捕、ジョーイも病院へと運ばれる。
昏睡から目覚め、事を知ったジョーイはようやくロザリーの純粋な愛に気付き、和解したのだった。

## キャスト
※括弧内は日本語吹替（VHS版）
- ジョーイ・ボカ - ケビン・クライン（ささきいさお）
- ロザリー・ボカ - トレイシー・ウルマン（小宮和枝）
- ディーボ - リバー・フェニックス（中原茂）
- ナージャ - ジョーン・プロウライト（高橋和枝）
- ハーラン・ジェームズ - ウィリアム・ハート（大塚明夫）
- マーロン・ジェームズ - キアヌ・リーブス（井上和彦）
- ラリー刑事 - ジェームズ・ギャモン（屋良有作）
- カルロス刑事 - ジャック・ケーラー（沢木郁也）
- ジョーイの浮気相手 - フィービー・ケイツ（玉川砂記子）
- ジョーイの母親 - ミリアム・マーゴリーズ（片岡富枝）
- カーラ・ボカ - アリサン・ポーター
- ブリジット - ヘザー・グラハム
- ミリー - シリ・アップルビー
- 拘置所の密告者 - ジョン・ビリングズリー
- ディーヴォの弁護士 - ローレンス・カスダン

## スタッフ
- 美術：リリー・キルバート